# Хвостов, Алексей Алексеевич
Алексе́й Алексе́евич Хвосто́в (1859—1940) — черниговский губернатор в 1903—1906 годах, сенатор.

## Биография
Родился 14 (26) июня 1859 года в селе Воронец Елецкого уезда Орловской губернии в семье потомственного дворянина орловского помещика Алексея Николаевича Хвостова (1819—1887) и Екатерины Лукиничны, урождённой Жемчужниковой. Старшие братья: Александр, Сергей и Николай.
Окончил Поливановскую гимназию (1878) и юридический факультет Московского университета со степенью кандидата прав (1882).
По окончании университета поселился в родной губернии, где посвятил себя сельскому хозяйству и общественной деятельности. Избирался депутатом дворянства Елецкого уезда (1884—1893), гласным Елецкого уездного и Орловского губернского земских собраний, почетным мировым судьей. В 1887 году был избран непременным членом Елецкого уездного по крестьянским делам присутствия, а в 1891 году — назначен земским начальником 9-го участка Елецкого уезда.
Прослужив земским начальником до 1896 года, подал в отставку и причислился к Министерству внутренних дел. В том же году на трехлетие был избран почетным попечителем Елецкой классической гимназии, гласным Задонского уездного и Воронежского губернского земских собраний, а также председателем Елецкого общества сельского хозяйства. На протяжении своей службы продолжал заниматься сельским хозяйством: в своих имениях устроил единственную в губернии образцовую хмелевую плантацию, насадил сосновый лес по берегу Дона для укрепления берегов, ввел многие усовершенствования в хозяйстве.
С 16 января 1898 года был псковским вице-губернатором; 6 марта 1900 года переведён на ту же должность в Воронежскую губернию. С 25 января 1903 года был исправляющим должность черниговского губернатора, 23 декабря 1904 года утверждён в должности. Был ранен 1 января 1906 года бомбой, брошенной в него террористами-эсерами. В результате покушения лишился слуха и частично зрения. Был вынужден оставить должность для лечения, но с 25 января 1906 года назначен сенатором, с производством в тайные советники и определением присутствовать в департаменте герольдии.
В Гражданскую войну участвовал в Белом движении, служил по ведомству министерства внутренних дел в Вооруженных силах Юга России. В эмиграции в Югославии, жил в Белой Церкви. Умер там же 25 февраля 1940 года.

## Награды
- Орден Святой Анны 1-й ст. (1910)
- Орден Святого Владимира 2-й ст. (1914)

Иностранные:
- болгарский орден «За гражданские заслуги» 2-й ст. (1899).

## Семья
Был женат на княжне Эмилии Алексеевне Долгоруковой (1871—1949), умершей во Франции. Их дети:
- Алексей (1893—1960), выпускник Императорского училища правоведения (1914), чиновник канцелярии Совета министров. Участник Белого движения в составе ВСЮР, работал в Осваге. В эмиграции в Югославии. В 1945 году был арестован НКВД и вывезен в СССР, получил 10 лет лагерей. Умер во Франции[3].
- Сергей (1896—1920), воспитанник Александовского лицея (1917, не окончил), в Первую мировую войну — офицер 17-го гусарского Черниговского полка. Участник Белого движения в составе ВСЮР и Русской армии. Расстрелян в Ялте в ноябре—декабре 1920 года[4].
- Екатерина (1895—1975), в замужестве Колачевская. В эмиграции во Франции, похоронена на кладбище Сент-Женевьев-де-Буа.
- Ольга (р. 1900)